# Francisco Rodríguez (judoka)
Francisco Rodríguez (ur. 20 maja 1970) – portorykański judoka. Olimpijczyk z Atlanty 1996, gdzie zajął 21. miejsce w wadze lekkiej. 
Srebrny medalista igrzysk Ameryki Środkowej i Karaibów w 1993 roku.

## Letnie Igrzyska Olimpijskie 1996
| Konkurencja | Eliminacje                   | Klas. końcowa |
| Konkurencja | Przeciwnik I                 | Miejsce       |
| ----------- | ---------------------------- | ------------- |
| 71 kg       | Abd al-Hakim Harakat (ALG) P | 21.           |